# Беляевская (Коми)
Беляевская (ком. Белявчи) — деревня в Прилузском районе республики Коми в составе сельского поселения Объячево.

## География
Находится непосредственно к югу от границы центра района села Объячево.

## История
Впервые упомянута в 1620 году, как деревня Марковская. С 1950 года стала именоваться деревней Беляевская.

## Население
Постоянное население составляло 190 человек (коми 82 %) в 2002 году, 175 в 2010.